# Heinrich Schnee
Heinrich Albert Schnee (Neuhaldensleben, 4 de fevereiro de 1871 — Berlim, 23 de junho de 1949) foi um jurista, político, escritor e governador colonial alemão.
Enquanto governador da África Oriental Alemã (hoje Tanzânia), Schnee foi o mentor do ataque perpetrado pelo exército alemão contra o posto fronteiriço de Maziúa, na África Oriental Portuguesa (hoje Moçambique), no rio Rovuma, em 24 de agosto de 1914.
Recebeu a Medalha Leibniz de 1919.

## Obras
- Bilder aus der Südsee (Berlim, 1904)
- Deutsch-Ostafrika im Weltkriege (Leipzig, 1919)
- Deutsches Koloniallexikon (Leipzig, 1920)
- Braucht Deutschland Kolonien? (Leipzig, 1921)
- Die koloniale Schuldlüge (Berlim, 1924)
- Zehn Jahre Versailles (3 volumes; Berlim, 1929/30)
- Völker und Mächte im Fernen Osten (Berlim, 1933)
- Die deutschen Kolonien vor, in und nach dem Weltkrieg (Leipzig, 1935)
- Deutschlands koloniale Forderung (Berlim, 1937)
- Als letzter Gouverneur in Deutsch-Ostafrika – Erinnerungen (Heidelberg, 1964)